# Ouèdèmè
Ouèdèmè ist ein Ort und ein Arrondissement im Departement Collines im westafrikanischen Staat Benin. Es ist eine Verwaltungseinheit, die der Gerichtsbarkeit der Kommune Glazoué untersteht.

## Demografie und Verwaltung
Gemäß der Volkszählung 2013 des beninischen Statistikamtes INSAE hatte das Arrondissement 9687 Einwohner, davon waren 4699 männlich und 4988 weiblich.
Von den 68 Dörfern und Quartieren der Kommune Glazoué entfallen sechs auf Ouèdèmè:
1. Atéguédji
2. Déhoudoho
3. Goto
4. Kpota
5. Ouèdèmè-Centre
6. Yagbo

## Söhne und Töchter der Stadt
- Frédéric Affo (1943–2011), Politiker